# Carl Ludwig Wilpert

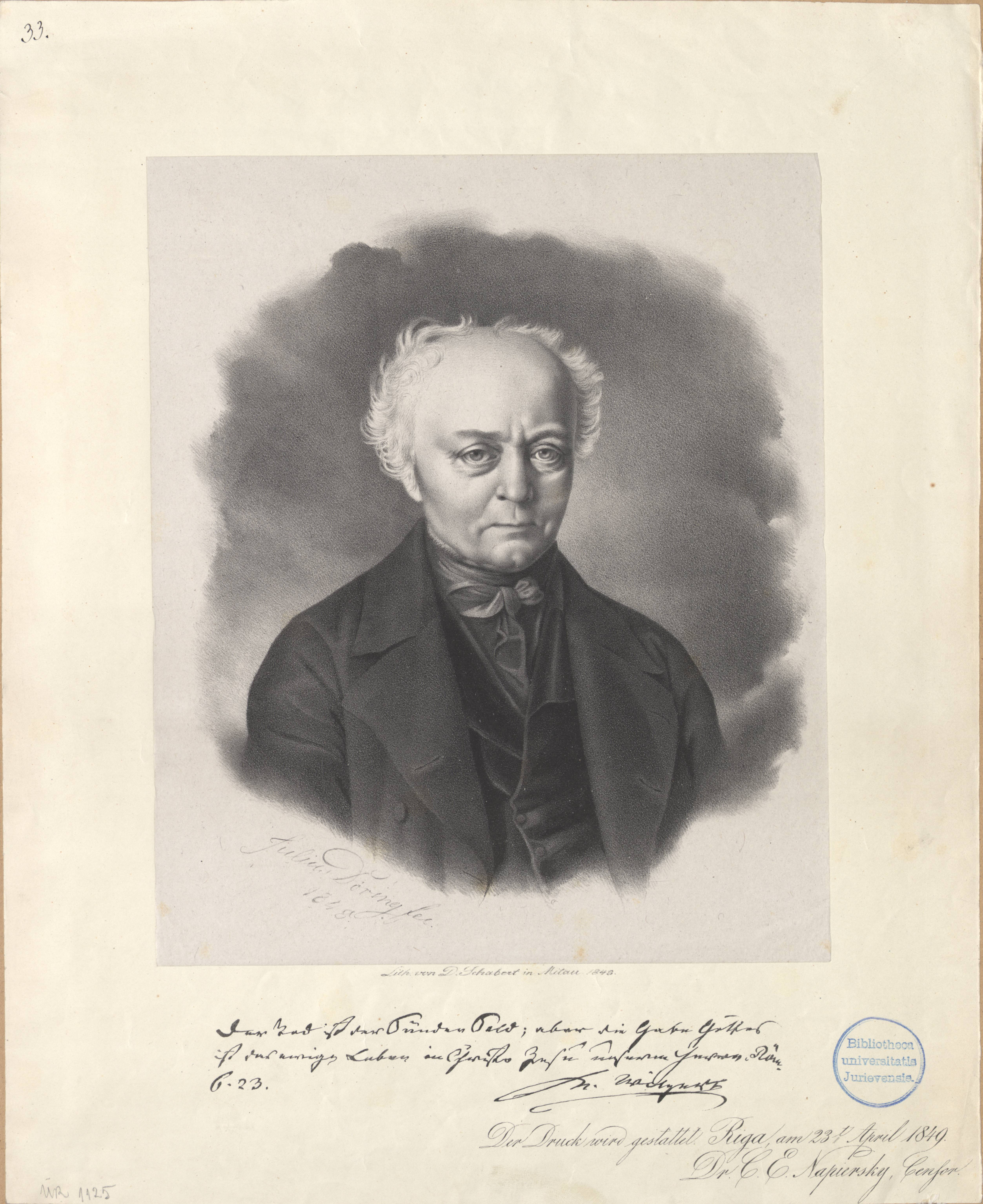
Carl Ludwig Wilpert

Carl Ludwig Wilpert, auch Karl Ludwig (von) Wilpert, lettisch Kārlis Ludvigs Vilperts (* 5. Mai 1785 in Siuxt; † 11. Oktober 1861 ebenda) war ein deutsch-baltischer evangelisch-lutherischer Geistlicher. Von 1841 bis 1861 war er Generalsuperintendent von Kurland.

## Leben

### Herkunft und Familie

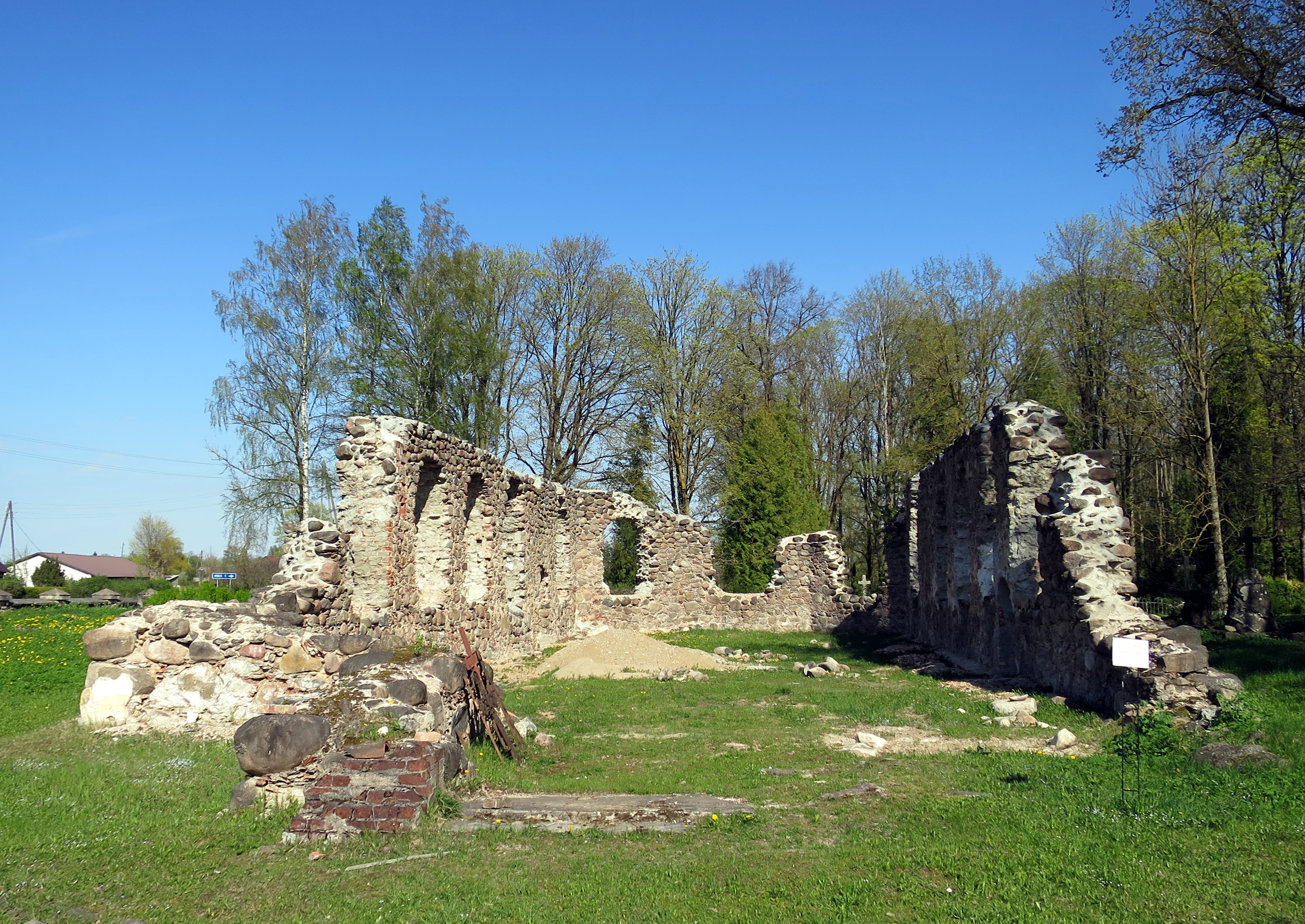
Ruine der 1944/45 zerstörten Kirche in Siuxt (2016)

Karl Ludwig Wilpert war ein Sohn des Pastors in Siuxt Christian Georg Wilpert aus dessen zweiter Ehe mit Anna Wilhelmine, geb. Conradi († um 1805).
Karl Ludwig Wilpert war verheiratet mit Eleonore von Brunnow (1794–1846), einer Tochter des russischen Majors und Arrendators (Pächters) auf Herzogshof Otto Christoph von Brunnow. Das Paar hatte 14 Kinder, darunter die Söhne:
- Eduard Johann (1815–1858), Medizinstudium in Dorpat,[1] Arzt in Mitau und Tuckum, Militärarzt im Krimkrieg, nach der Schlacht von Kinburn 1855 in französischer Kriegsgefangenschaft auf den Prinzeninseln (Istanbul), starb in Siuxt an den Folgen[2]
- Gustav Karl (1817–1839), Student in Dorpat[3] und Berlin, dort 1838 Mitstifter des Corps Marchia Berlin III[4], nach einem Duell zu Festungshaft in Magdeburg verurteilt, 1839 krank nach Hause entlassen, im Pastorat Siuxt gestorben[5]
- Karl Hans (1820–1901), Theologiestudium in Dorpat[6], Curone[7], 1850 bis 1895 Pastor in Siuxt[8]
- Ernst Otto (1823–1863)
- Viktor Ewald (1827–1855), Jurastudium in Dorpat[9], Curone[10], Oberhofgerichts-Advokat in Riga[11]
- (Georg) Richard (1833–1863),  Jurastudium in Dorpat[12], Curone[13] Sekretär des Kriegsgerichts in Goldingen, gestorben in Meran
- James (1835–1926),  Medizinstudium in Dorpat[14], Curone[15], Arzt und medizinischer Schriftsteller[16]

Die Tochter Agnes Marie (1818–1849) war die erste Frau von Theodor von Boetticher.
Karl Ludwig Wilpert war der gemeinsame Vorfahr von Friedrich von Wilpert (Enkel von Karl Hans) und Gero von Wilpert (Urenkel von James).

### Werdegang
Er erhielt seinen Schulunterricht zuerst durch Hauslehrer. Ab Juni 1802 besuchte er für sein Abschlussjahr die Academia Petrina in Mitau. 1803 begann er ein Studium der Humanmedizin an der neugegründeten Kaiserlichen Universität Dorpat. Als aber sein älterer Bruder Friedrich Maximilian (1776–1803), der Adjunkt seines Vaters, in diesem Jahr starb, wechselte er auf Wunsch des Vaters zum Studium der Evangelischen Theologie. Bis 1806 blieb er in Dorpat, dann ging er für ein Studienjahr an die Universität Göttingen.
Nach seiner Rückkehr nach Kurland erhielt er am 2. Juli 1808 die Berufung zum Adjunkt seines Vaters für die Gemeinde Siuxt mit der Filialkirche Irmlau. Am 23. August erfolgte seine Ordination. 1810 unternahm er eine Reise nach Deutschland, Frankreich (Paris) und in die Schweiz. 1813 starb sein Vater, und Karl Ludwig Wilpert übernahm dessen Pfarrstelle. Damit begann die zweite Generation der Pastorendynastie, die von 1772 bis 1906 über vier Generationen das Pastorat in Siuxt/Džūkste innehatte.

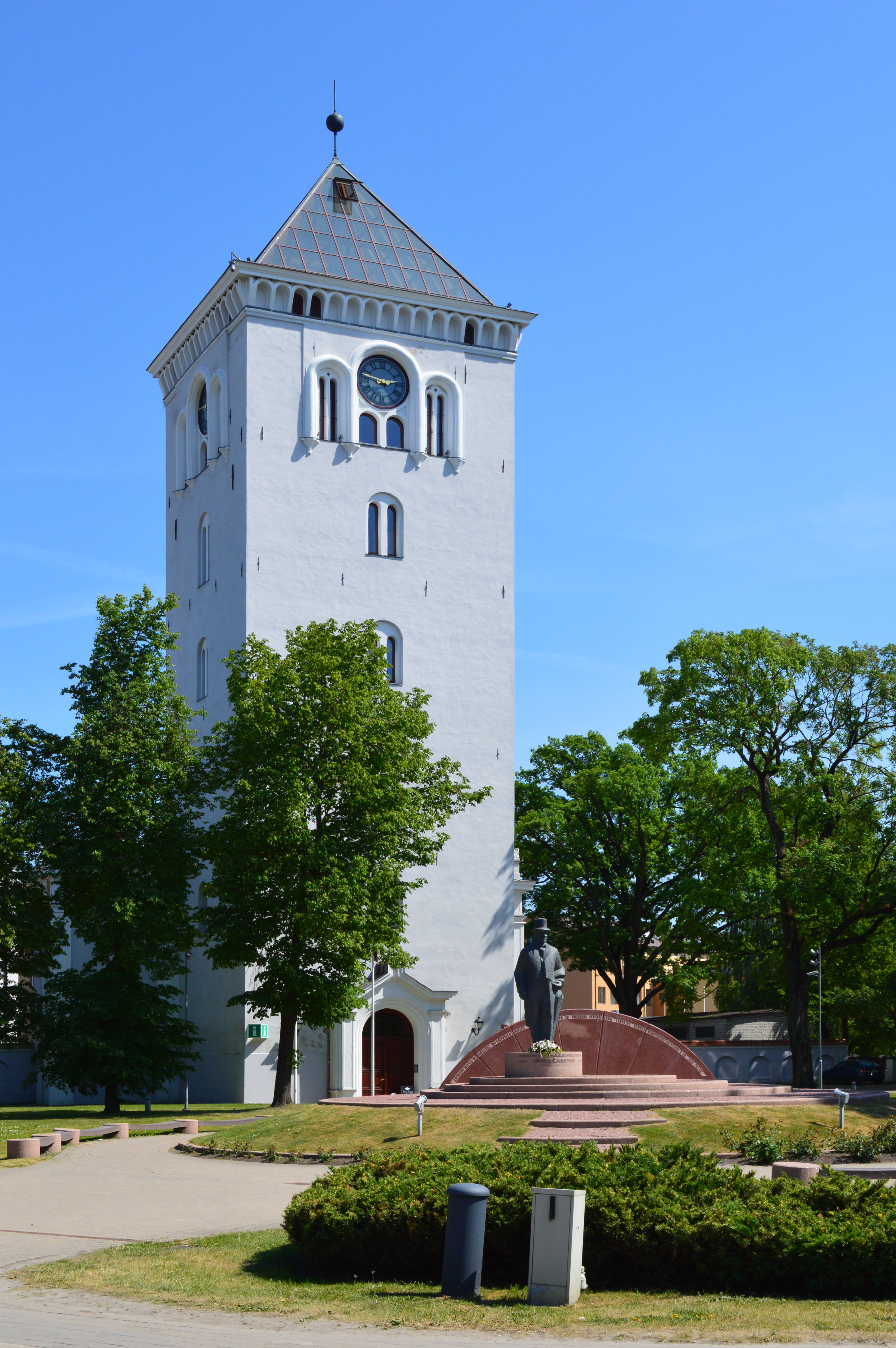
Turm der 1944 zerstörten St. Trinitatiskirche in Mitau

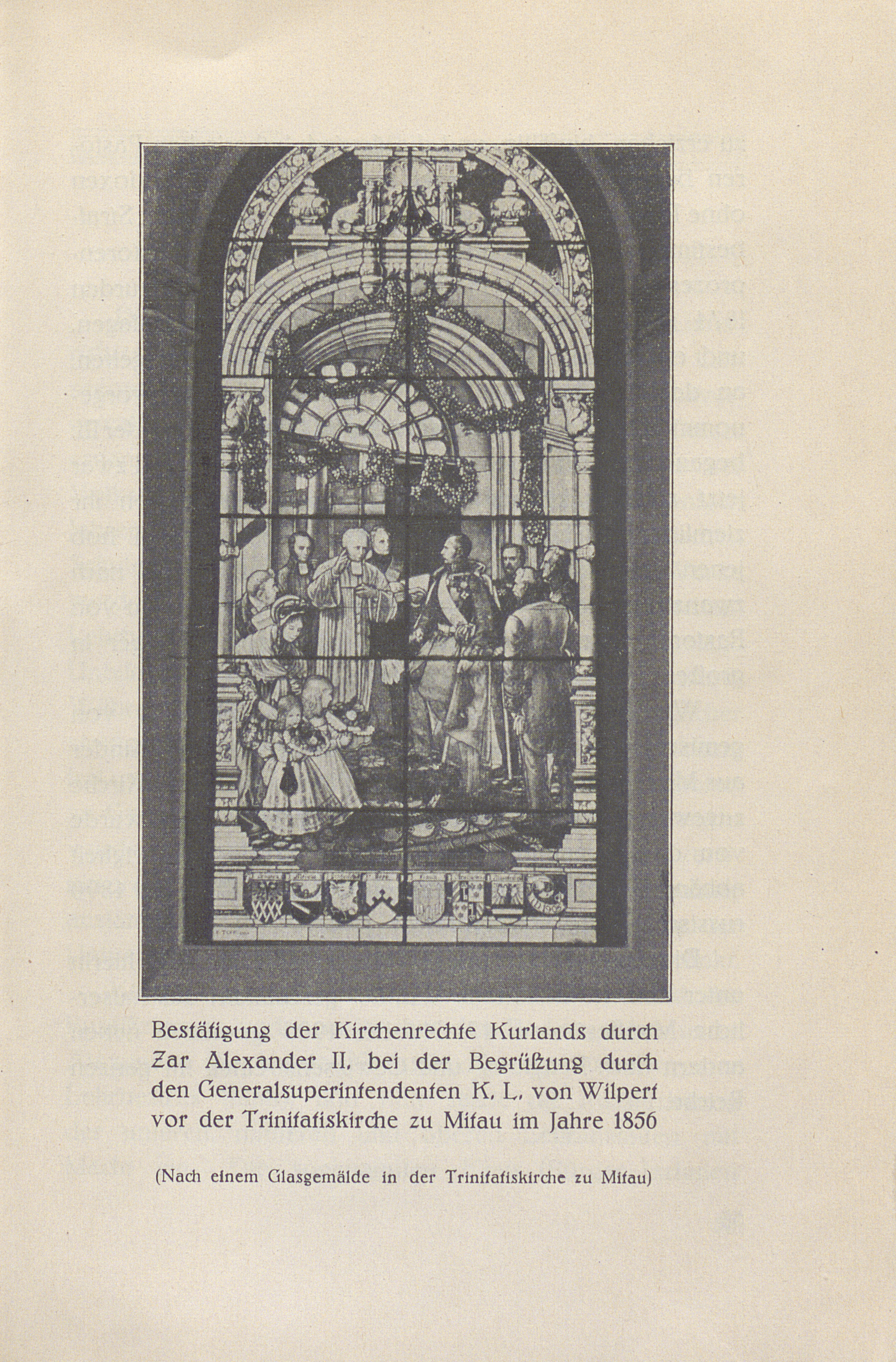
Carl Ludwig Wilpert mit Zar Alexander II. von Russland in der Trinitatiskirche von Mitau (1856). Glasmalerei, zerstört 1944; Reproduktion der Abbildung: 1917 oder früher.

Karl Ludwig Wilpert gehörte 1824 zu den Gründern der Lettisch-Literärischen Gesellschaft. Bei Einführung der neuen Kirchenordnung wurde er 1834 von der Geistlichkeit zum Assessor des Konsistoriums gewählt. 1839 erfolgte seine Ernennung zum Konsistorialrat. Als 1840 der Generalsuperintendent Johann Georg Leberecht Richter starb, übernahm Wilpert das Amt zunächst kommissarisch. Nach Wahl durch die Kurländische Ritterschaft wurde er durch Ukas vom 18. Dezember 1841 zum General-Superintendenten von Kurland und der mit dem Kurländischen Konsistorialbezirk verbundenen Gemeinden in den benachbarten Gouvernements sowie zum Vizepräses des Konsistoriums bestellt. Seine feierliche Amtseinführung fand am 25. Januar 1842 in der 1944 bis auf den Turm zerstörten St. Trinitatiskirche in Mitau statt. Neben seinem Amt als Generalsuperintendent blieb er bis Mai 1849 weiterhin Pastor in Siuxt, unterstützt durch Adjunkte, zuletzt ab 1848 durch seinen Sohn Hans Karl Wilpert, der dann sein Nachfolger wurde.
1856 konnte Wilpert in der Mitauer Trinitatiskirche Zar Alexander II. bei dessen Antrittsbesuch in den Ostseeprovinzen begrüßen. Der Zar bestätigte bei diesem Besuch die kurländischen evangelisch-lutherischen Kirchenrechte. An dieses Ereignis erinnerte ein Buntglasfenster, das mit der Kirche 1944 zerstört wurde.
Am 23. August 1858 feierte er in Mitau sein 50-jähriges Amtsjubiläum. Er war überall im Land beliebt durch „seine seltene Popularität und seine Liebenswürdigkeit in den gesellschaftlichen Umgangsformen“ und hatte „großen Einfluß auf die ihm untergebenen Geistlichen ausgeübt, nicht sowohl durch seine amtliche Gewalt, als durch seine persönlichen Eigenschaften“.

## Werke
Wilpert veröffentlichte kleinere Arbeiten und Predigten in deutscher und lettischer Sprache.
Er betreute die lettische Übersetzung der 1834 eingeführten Agende: Swehta ammata grahmata.

## Auszeichnungen
- 1846 Annenorden 3. Klasse
- 1856 Sankt-Stanislaus-Orden 2. Klasse mit der Krone